# Tapinoma rasenum
Tapinoma rasenum is een mierensoort uit de onderfamilie van de Dolichoderinae. De wetenschappelijke naam van de soort is voor het eerst geldig gepubliceerd in 1973 door Smith, D.R. & Lavigne.